# ジュバ航空
ジュバ航空（ジュバこうくう）（英: JUBBA AIRWAYS）はソマリアの航空会社。

## 歴史
- 1998年に設立された[1]。当初は、ソマリアのアデン・アッデ国際空港をハブ空港にしていた。
- 1998年5月、運航を開始。ソマリア国内線の運航は、1991年に運航を中止した国営ソマリ航空以来[2]。
- 2015年2月、ダーロ航空と合併し、持株会社アフリカン・エアウェイズ・アライアンスを設立した[3]。

## 保有機材
| 機材         | 保有数 | 座席数 |
| ------------ | ------ | ------ |
| フォッカー50 | 1      | 50     |

### 過去の保有機材
- エアバスA320
- エアバスA321
- ボーイング737-200/-300/-400

## 事故
- 2012年4月28日、ハルゲイサ国際空港からアントノフAn-24が離陸する際、右ギアのタイヤが脱落し、機体が滑走路から逸脱した。機体は大幅な損傷を受けたものの、負傷者は報告されていない[4]。
- 2022年7月18日、フォッカー50がアデン・アッデ国際空港に着陸する際、着陸に失敗し横転した。乗客乗員36人全員が生存したが、機体は退役した[5]。